# U-214
U-214 je bila nemška vojaška podmornica Kriegsmarine, ki je bila dejavna med drugo svetovno vojno.

## Zgodovina
U-214 je bila potopljena v spopadu britansko fregato HMS Cooke (K471).

## Poveljniki
| Poveljniki |                      |                        |                                |
| Št.        | Čin                  | Ime                    | Poveljstvo                     |
| 1.         | Kapitänleutnant      | Günther Reeder         | 1. november 1941 - 7. maj 1943 |
| 2.         | Kapitänleutnant      | Rupprecht Stock (v.d.) | 7. maj [1943[]] - 10. maj 1943 |
| 3.         | Kapitänleutnant      | Rupprecht Stock        | 11. maj 1943 - julij 1943      |
| 4.         | Kapitänleutnant      | Rupprecht Stock        | 29. julij 1943 - julij 1944    |
| 5.         | Oberleutnant zur See | Gerhard Conrad         | julij 1944 - 26. julij 1944    |

## Tehnični podatki
| Kategorije                                    | Podatki                       |
| --------------------------------------------- | ----------------------------- |
| Teža (t): na površju pod površjem polna Teža  | 965 1.080 1.285               |
| Dolžina (m) - tlačni trup (m)                 | 76,9 - 59,8                   |
| Širina (m) - tlačni trup (m)                  | 6,38 - 4,7                    |
| Izpodriv (m)                                  | 5,01                          |
| Višina (m)                                    | 9,7                           |
| Moč (hp): na površju pod podvršjem            | 3.200 750                     |
| Hitrost (vozlov): na površju pod podvršjem    | 16,7 7,3                      |
| Doseg (milja/vozel): na površju pod podvršjem | 11.200/10 69/4                |
| Torpeda/Torpedne cevi                         | 14/5 (4 na premcu, 1 na krmi) |
| Krovni top (mm)                               | 88 (22 granat)                |
| Mine                                          | 15 SMA                        |
| Posadka                                       | 46-52                         |
| Maksimalni potop (m)                          | 200                           |